# ソサイチ
ソサイチ（Society）は、ブラジル発祥の7人制のサッカー競技。国際統括団体はFIFO7S（Federação Internacional de Football 7 Society）。ブラジルではフチボウ・ソサイチ（Futebol Society）などと呼ばれる。なお、8人制サッカーを指してソサイチと呼ぶこともあるが、7人制が主流である。
また、日本では「一般社団法人日本ソサイチ連盟」が主催するFOOTBALL7SOCIETYLEAGUEが公式リーグとなっている。

## 概要
サッカーとフットサルの中間にあたる競技で、1950年頃にブラジルのリオデジャネイロで発祥した。ソサイチの語源は、ポルトガル語で社会、社交的などを意味するSOCIETYに由来する。人々が集まる社交場（ソサイチ場）で行われていたものがそのまま競技名となった。
現在は南米や欧州を中心に盛んに行われており、2011年には初のワールドカップが開催された。ブラジルにはプロリーグも存在する。
日本では2006年から日本ソサイチ連盟（JSL）によって普及活動が行われている。同連盟は2015年に国際7人制サッカー連盟（FIFO7S）に加盟し、正式に日本の代表団体となった。

## ルール
主な公式ルールは以下の通り。細かなルールは大会主催者によって異なる。
- 1チームはゴールキーパーを含む7人。
- 選手交代は自由。
- 試合時間は25分ハーフ。
- オフサイドは適用しない。
- ゴールクリアランス（ゴールキーパースロー）を採用。
- ピッチサイズは縦45-55m×横25-35m。
- ボールはローバウンドタイプ5号球の専用ボールを使用する。
- ゴールは少年用サッカーゴールを使用する。